# Ablepharus budaki
Espèce
Synonymes
- Ablepharus kitaibelii budaki Göcmen, Kumlutas & Tosunoglu 1996

Statut de conservation UICN

 LC  : Préoccupation mineure
Ablepharus budaki est une espèce de sauriens de la famille des Scincidae.

## Répartition
Cette espèce se rencontre en Turquie, en Syrie, au Liban et à Chypre.

## Liste des sous-espèces
Selon The Reptile Database (25 juin 2012) :
- Ablepharus budaki anatolicus Schmidtler, 1997
- Ablepharus budaki budaki Göçmen, Kumlutas & Tosunoglu, 1996

## Taxinomie
Cette espèce a été élevée au rang d'espèce par Schmidtler, 1997.

## Publications originales
- Göçmen, Kumlutas & Tosunoglu, 1996 : A New Subspecies, Ablepharus kitaibelii (Bibron & Borry, 1833) budaki n. ssp. (Sauria: Scincidae) From the Turkish Republic of Northern Cyprus. Turkish Journal of Zoology, vol. 20, p. 397-405 (texte intégral).
- Schmidtler, 1997 : Die Ablepharus kitaibelii - Gruppe in Südanatolien und benachbarten Gebieten (Squamata: Sauria: Scincidae). Herpetozoa, vol. 10, no 1/2, p. 35-62 (texte intégral).